# Antea Cement
Antea Cement är en cementtillverkare i Albanien och dotterbolag till Titan Cement i Grekland. Dess cementfabrik förväntas kosta 170 miljoner euro enligt Reuters och Europeiska banken för återuppbyggnad och utveckling förväntas göra en investering i projektet.

### Fotnoter
1. ↑  ”Reuters, Thu July 26, 2007 12:27pm BST  –  Greece's Titan to build cement plant in Albania”. Arkiverad från originalet den januari 23, 2008. https://web.archive.org/web/20080123123058/http://uk.reuters.com/article/oilRpt/idUKL2544919020070726. Läst mars 8, 2018.
2. ↑  BalkanInsight.com, 25 February 2008. Work Starts On Albania Cement Plant
3. ↑  European Bank for Reconstruction and Development – Project Summary Document – Antea Cement, updated 31 March 2008 Arkiverad 15 april 2008 hämtat från the Wayback Machine. Hämtat 2008-04-18